# Macrodon mordax
Macrodon mordax är en fiskart som först beskrevs av Gilbert och Starks, 1904.  Macrodon mordax ingår i släktet Macrodon och familjen havsgösfiskar. IUCN kategoriserar arten globalt som otillräckligt studerad. Inga underarter finns listade i Catalogue of Life.